# Trochophora (larv)

Trochophorans anatomi
A - episfär
B - hyposfär
1 - ganglion
2 - apikal tofs
3 - prototroch (cilieband)
4 - metatroch (cilieband)
5 - nefridium (njure)
6 - anus
7 - protonefridium (njurkanal)
8 - mag-tarm-kanal
9 - munöppning
10 - blastocoel (kroppshåla)

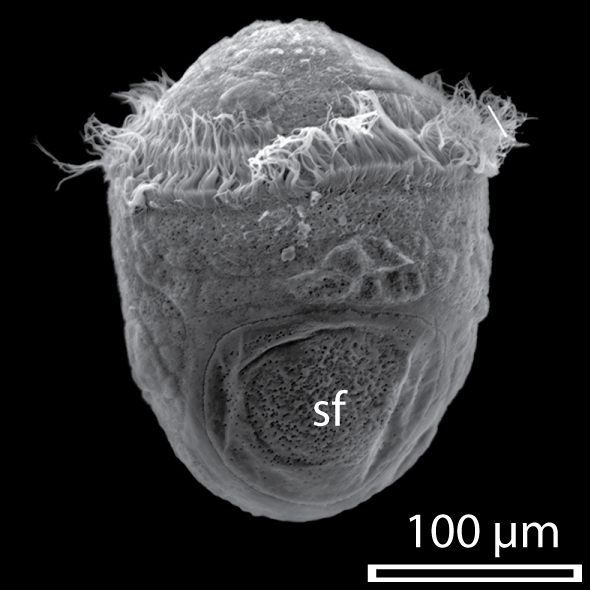
En 9 timmar gammal trochophora av havssnäckan Haliotis asinina (havsöra).
sf - skalanlag

Trochophora är en typ av frisimmande larv av olika ryggradslösa havsdjur. Eftersom denna larvform är gemensam för så vitt åtskilda grupper som borstmaskar, andra maskgrupper, snäckor och andra blötdjur, bägardjur med flera har den haft mycket stor betydelse för forskningen om dessa djurs släktskap.

## Byggnad
En trochophoralarv har en rund eller päronformad kropp, som på mitten har flera kransar av flimmerhår (cilier), vilka används som simorgan (3-4 i fig.). I övre ändan finns också en tofs av flimmerhår (2). Det finns en genomgående tarmkanal (8) med munöppning på sidan (9) och anus vid nedre ändan (6). Ett enkelt nervsystem är koncentrerat vid övre ändan (1) och det finns även protonefridier (7), samma typ av utsöndringsorgan som hos bl.a. plattmaskar.

## Levnadssätt
Trochophoralarver är marina och frisimmande, d.v.s. de lever som plankton. Deras föda är också olika slags plankton, t.ex. encelliga alger, flagellater och bakterier. I sina tidigaste stadier kan de också använda inlagrad näring (gula) från ägget.
Med sina flimmerhårskransar skapar larven en virvel i vattnet, som dels förflyttar djuret i önskad riktning, dels för näringspartiklar till munnen.
Så småningom övergår trochophoran i andra larvformer. Hos ringmaskar uppkommer t.ex. en s.k. metatrochophora som börjar få drag som trochophoran saknar, t.ex. segmentering. Hos vissa mollusker utvecklas i stället en s.k. veligerlarv.
Därefter slår larven sig ner på botten och utvecklas till ett fullbildat djur. Denna pelagobentiska livscykel finns hos många marina evertebrater, även dem som inte har trochophoralarv.

## Förekomst och betydelse
Trochophoralarv finns hos följande stammar (fyla):
Ringmaskar (Annelida), dock bara hos havsborstmaskar
Mollusker (Mollusca), hos vissa snäckor, musslor och tandsnäckor
Bägardjur (Entoprocta)
Skedmaskar (Echiura)
Stjärnmaskar (Sipuncula)
Slemmaskar (Nemertini)
Detta tyder på att dessa grupper är besläktade, d.v.s. att trochophoralarven är en synapomorfi och att dessa grupper bildar en klad, en monofyletisk grupp. Denna kallas Trochozoa.
Molekylärbiologiska studier på 1990-talet och framåt har bekräftat att de grupper som har en trochophoralarv verkligen är en monofyletisk grupp. Denna har visats stå nära lophophoraterna (d.v.s armfotingar, mossdjur, och phoronider). Kladen som innehåller trochozoer och lophophorater kallas Lophotrochozoa och är en väsentlig del av djurriket. Systergrupp till Lophotrochozoa är Ecdysozoa med alla leddjur samt rundmaskar m.fl. 

## Historia
Efter Darwins "Om arternas uppkomst" 1859 följde ett starkt intresse för evolutionen. Den tyske zoologen Ernst Haeckel började rita stamträd för djurriket och 1866 uppställde han sin berömda och omdiskuterade biogenetiska grundregel att ontogenin rekapitulerar fylogenin. Denna teori ledde till ett starkt ökat intresse för de marina ryggradslösa djurens larvformer, eftersom dessa antogs kunna ge mycket information om djurgruppernas släktskap och utvecklingshistoria. Den tjeckisk-österrikiske zoologen Berthold Hatschek, som var influerad av Haeckel, upptäckte att havsborstmaskar (som hör till ringmaskarna, Annelida) och vissa blötdjur (mollusker) har en likartad larvform, som han gav namnet Trochophora. Han uppställde 1878 teorin att ringmaskar och blötdjur är besläktade. - Senare upptäcktes att trochophoralarven förekommer också hos flera andra grupper. - Att Hatscheks hypotes om släktskapen mellan grupper som har trochophoralarv var korrekt har bevisats av nutida molekylärbiologiska undersökningar.

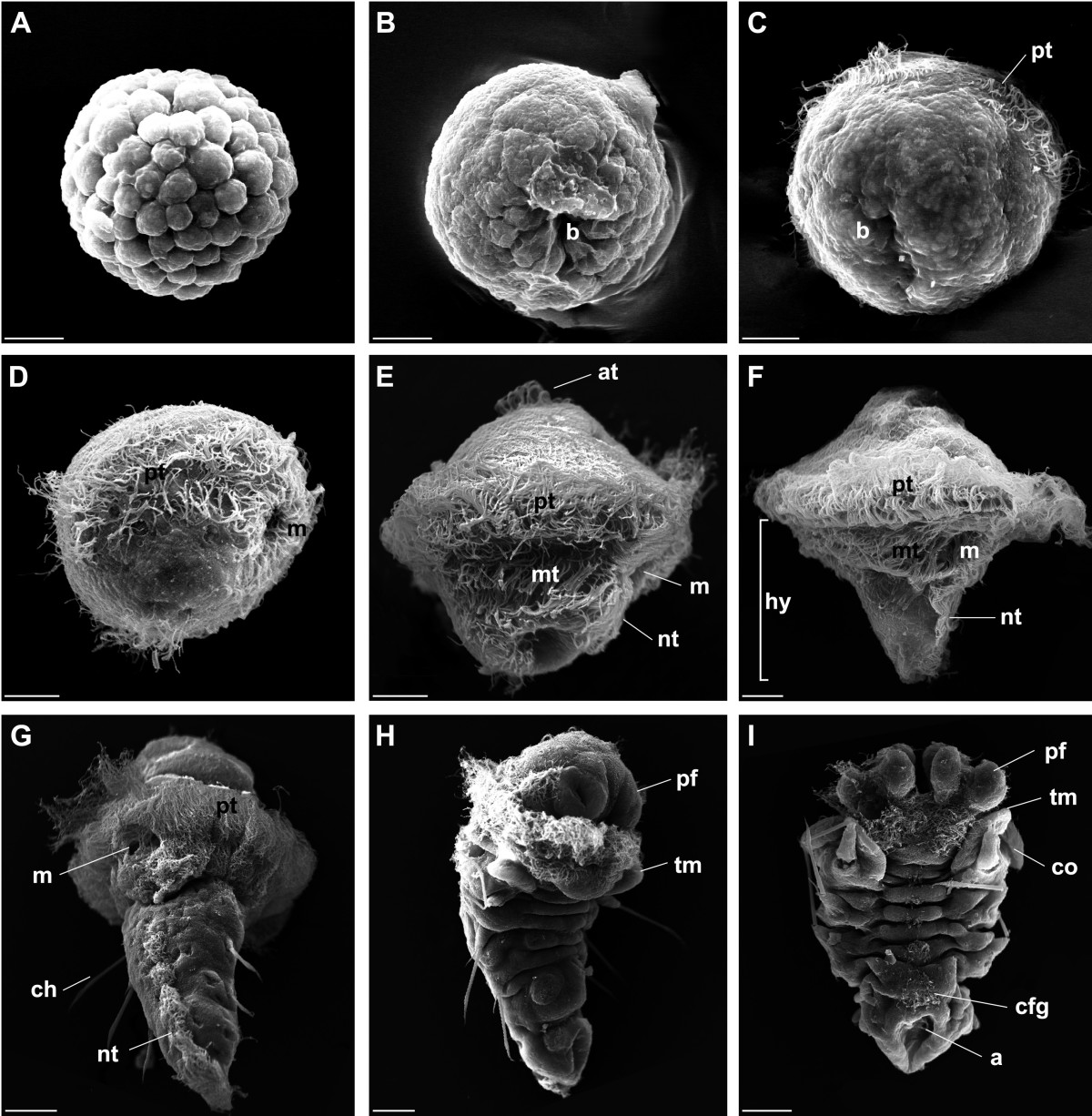
Trochophoralarv av havsborstmasken Pomatoceros lamarckii (fam. Serpulidae).
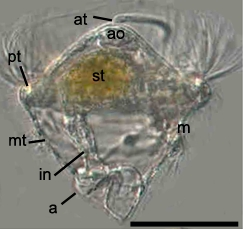
Trochophora av Pomatoceros lamarckii. a anus, ao apikalorgan, at apikal tofs, in tarm, m mun, mt metatroch (cilieband), pt prototroch (cilieband), st magsäck.
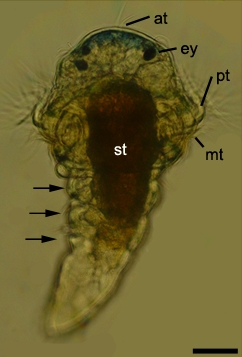
Metatrochophora av Pomatoceros lamarckii. Pilarna visar segmentering, ey = ögonfläck, st = magsäck. Skalstrecket är 50 μm.
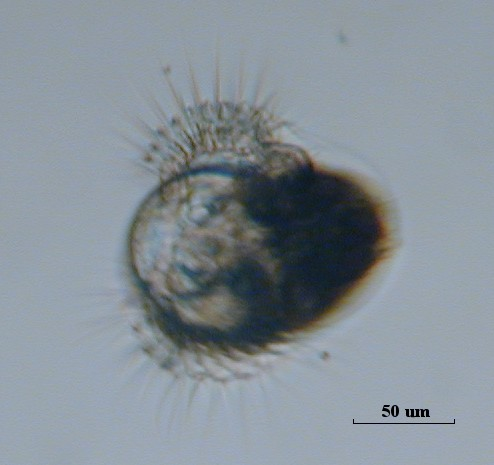
Veligerlarv av sjöharen Dolabrifera dolabrifera (en bakgälad snäcka). Larven har två rader cilier.
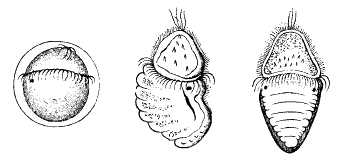
Larvstadier av en ledsnäcka (Polyplacophora): Första bilden visar en trochophora, andra visar metamorfos, tredje en juvenil individ.
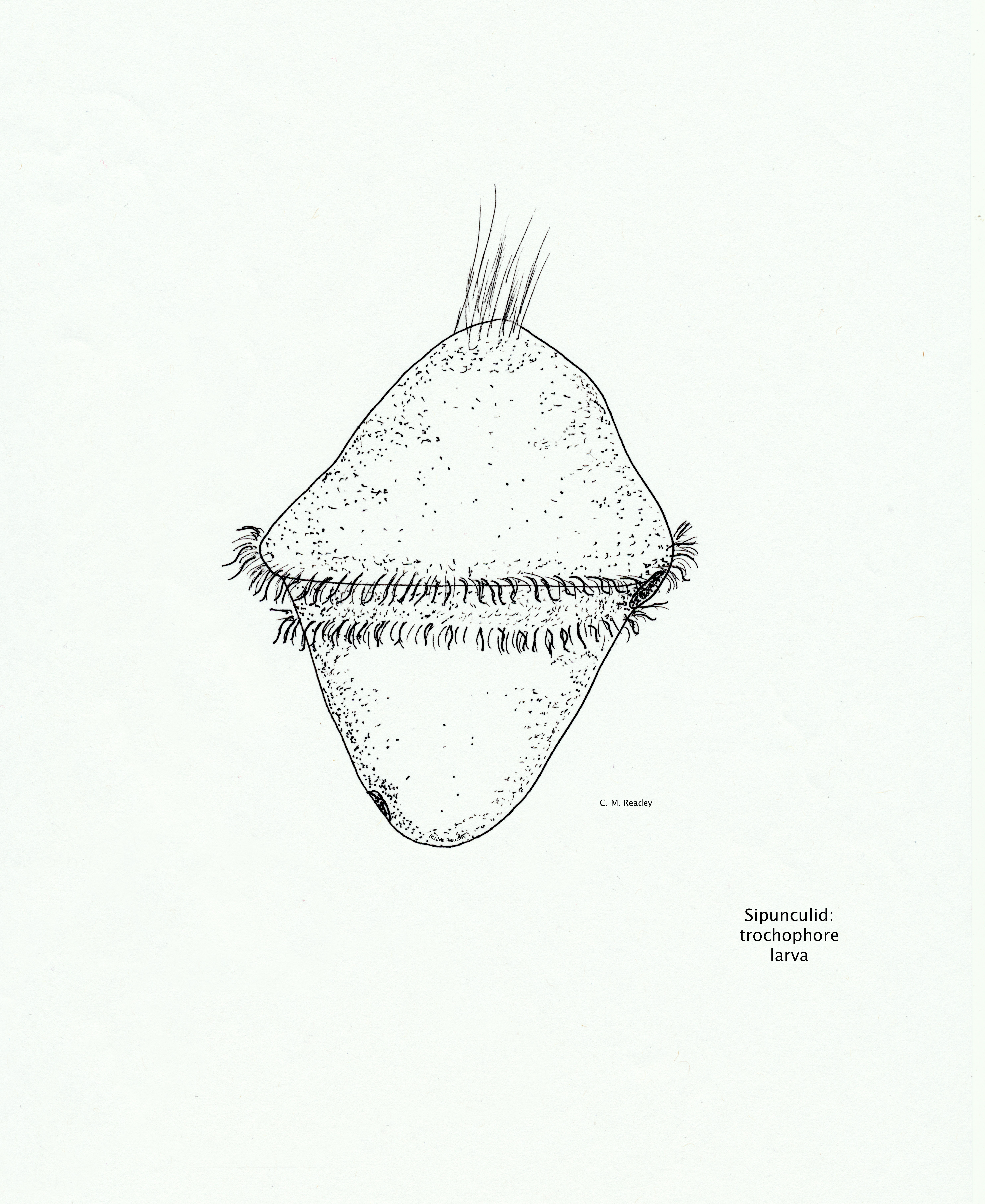
Trochophoralarv av stjärnmask (Sipunculid).